# San Pedro Sacatepéquez (San Marcos)
San Pedro Sacatepéquez é uma cidade da Guatemala do departamento de San Marcos.